# Andrés Prieto
Andrés Prieto Urrejola (ur. 19 grudnia 1928 w Santiago, zm. 25 września 2022) – piłkarz chilijski grający podczas kariery na pozycji napastnika.

## Kariera klubowa
Karierę piłkarską Andrés Prieto rozpoczął w stołecznym Universidad Católica w 1947. Z Universidad Católica zdobył mistrzostwo Chile w 1949. W 1953 wyjechał do hiszpańskiego Espanyolu. W lidze hiszpańskiej zadebiutował 4 października 1953 w zremisowanym 0-0 meczu z Athletikiem Bilbao. W klubie z Barcelony Prieto występował przez 2 lata i rozegrał w tym czasie w lidze hiszpańskiej 16 meczów, w których zdobył 4 bramki. W 1955 powrócił do Universidad Católica, w którym w 1957 zakończył piłkarską karierę.

## Kariera reprezentacyjna
W reprezentacji Chile Prieto zadebiutował 6 grudnia 1947 w przegranym 0-6 spotkaniu w Copa América z Urugwajem. Na turnieju w Ekwadorze Chile zajęło czwarte miejsce, a Prieto wystąpił w czterech meczach: z Urugwajem, Ekwadorem, Kolumbią (bramka) i Boliwią. W 1949 po raz drugi uczestniczył w turnieju Copa América, na którym Chile zajęło piąte miejsce. Na turnieju w Brazylii Prieto wystąpił w trzech meczach: z Brazylią, Peru i Urugwajem.
W 1950 roku został powołany przez selekcjonera Arturo Bucciardiego do kadry na mistrzostwa świata w Brazylii. Na mundialu Prieto wystąpił w dwóch meczach – z Hiszpanią i USA (bramka w 54 min.). W 1952 uczestniczył w pierwszej edycji mistrzostw panamerykańskich, na którym Chile zajęło drugie miejsce. Na tym turnieju Prieto wystąpił w trzech meczach: z Panamą (hat-trick), Meksykiem (bramka) i Peru (bramka).
W 1957 po raz trzeci uczestniczył w turnieju Copa América, na którym Chile zajęło szóste miejsce. Na turnieju w Peru Prieto wystąpił w dwóch meczach – z Peru i Ekwadorem, który był jego ostatnim meczem w reprezentacji. Od 1947 do 1957 roku rozegrał w kadrze narodowej 16 spotkań, w których zdobył 8 bramek.